# 比尔·约翰逊 (高山滑雪运动员)
比尔·约翰逊（英語：Bill Johnson，1960年3月30日—2016年1月21日），美国男子高山滑雪运动员。他曾代表美国参加1984年冬季奥林匹克运动会高山滑雪比赛，获得男子滑降金牌。